# USS Stockdale (DDG-106)
El USS Stockdale (DDG-106) es un destructor de la clase Arleigh Burke de la Armada de los Estados Unidos. Fue ordenado en 2002, puesto en gradas en 2006, botado en 2008 y asignado en 2009.

## Construcción
Fue ordenado el 13 de septiembre de 2002. A cargo de Bath Iron Works (Bath, Maine), fue puesto en gradas el 10 de agosto de 2006, botado el 24 de febrero de 2008 y asignado el 18 de abril de 2009. Su nombre USS Stockdale fue asignado por el contraalmirante James B. Stockdale

## Historia de servicio

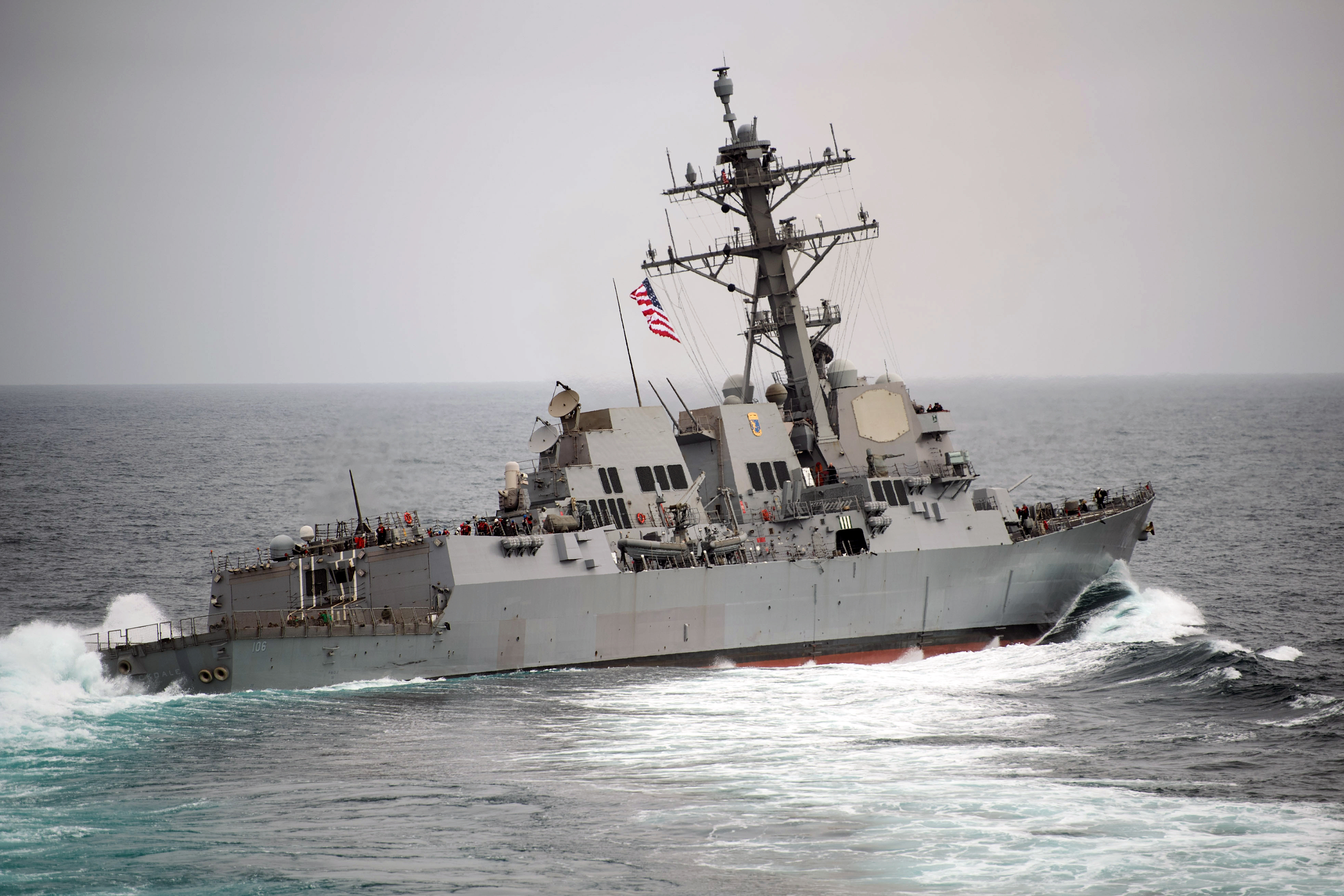
El USS Stockdale (DDG 106) girando durante unas maniobras en 2018.

Fue comisionado en 2017 en la base naval de San Diego, California.